# Нептунат(VI) стронция
Нептунат(VI) стронция — неорганическое соединение,
комплексный оксид нептуния и стронция
с формулой SrNpO4,
кристаллы.

## Физические свойства
Нептунат(VI) стронция образует кристаллы
тригональной сингонии,
пространственная группа R 3m,
параметры ячейки a = 0,6522 нм, α = 35,66°, Z = 1.